# Katja Johansen
Katja Nicoline Johansen (født 30. april 2000 i Munkebo) er en kvindelig dansk håndboldspiller, der spiller for den danske klub SønderjyskE Håndbold i Damehåndboldligaen. Hun skrev i marts 2021 under på toårig kontrakt med klubben, der på daværende tidspunkt spillede i 1. division.
Forinden skiftet til SønderjyskE Håndbold, spillede hun to sæsoner i Odense Håndbold hvor hun primært var andetvalg. Her optrådte hun i EHF Champions League 2021-22, hvor hun stod krediteret for otte mål samt titelen som dansk mester i Bambusa Kvindeligaen 2020-21.
Hun optrådte desuden kort, i tre kampe, for Danmarks U/19-kvindehåndboldlandshold i novembermåned 2019.

## Meritter
- Damehåndboldligaen:
  - Guld: 2021
  - Sølv: 2020
- DHF's Landspokalturnering:
  - Sølv: 2021